# Lubsko
Lubsko (Sommerfeld in tedesco) è un comune urbano-rurale polacco del distretto di Żary, nel voivodato di Lubusz.
Ricopre una superficie di 182,69 km² e nel 2004 contava 19 439 abitanti.
Anticamente era noto con il nome di Sommerfeld.